# Mount Obruchev
Mount Obruchev (russisch Гора Обручева Gora Obrutschewa, deutsch ‚Obrutschew-Berg‘) ist ein Berg im ostantarktischen Georg-V.-Land. Er ragt 25 km ostsüdöstlich der Scar Bluffs an der Basis der Mawson-Halbinsel auf.
Teilnehmer einer sowjetischen Antarktisexpedition kartierten und benannten ihn 1958. Namensgeber ist der sowjetische Geologe Wladimir Afanassjewitsch Obrutschew (1863–1956). Das Advisory Committee on Antarctic Names übertrug diese Benennung 1967 ins Englische.